# Adriatica Ionica Race
L'Adriatica Ionica Race (officiellement Adriatica Ionica Race-Sulle Rotte della Serenissima, soit en français Adriatica Ionica Race-Sur les routes de la Serenissima) est une course cycliste par étapes disputée en Italie, créée en 2018 afin de promouvoir les régions du Nord-Est entre la Mer Adriatique et la Mer Ionienne.
Classée en catégorie 2.1, l'épreuve a un programme d'expansion sur 5 ans dans le but d'atteindre les 10 étapes, à travers 9 pays limitrophes (Autriche, Slovénie, Croatie, Bosnie-Herzégovine, Monténégro, Macédoine et Grèce. Elle est dirigée par l'ancien champion du monde italien Moreno Argentin.
L'édition 2020 est annulée en raison de la pandémie de Covid-19.

## Palmarès
| Année | Vainqueur         | Deuxième           | Troisième        |                  |
| ----- | ----------------- | ------------------ | ---------------- | ---------------- |
| 2018  | Iván Sosa         | Giulio Ciccone     | Ildar Arslanov   |                  |
| 2019  | Mark Padun        | Ben Hermans        | James Knox       |                  |
| 2020  | annulé/abandonné  | annulé/abandonné   | annulé/abandonné | annulé/abandonné |
| 2021  | Lorenzo Fortunato | Merhawi Kudus      | Vadim Pronskiy   |                  |
| 2022  | Filippo Zana      | Natnael Tesfatsion | Vadim Pronskiy   |                  |
| 2023  | annulé/abandonné  | annulé/abandonné   | annulé/abandonné | annulé/abandonné |
| 2024  | annulé/abandonné  | annulé/abandonné   | annulé/abandonné | annulé/abandonné |